# Memory (powieść)
Memory – powieść fantastycznonaukowa amerykańskiej pisarki Lois McMaster Bujold, część Sagi Vorkosiganów. Powieść niewydana w języku polskim. Nominowana do nagrody Hugo za rok 1997.

## Fabuła
Miles w czasie prostej akcji ratunkowej przeprowadzonej z Najemnikami Dendarii traci przytomność. Przewracając się, ma uruchomioną broń i ucina nogi ratowanemu kurierowi cesarskiemu. Miles zawstydzony sytuacją, wiedząc, że ataki powtarzają się co jakiś czas od czasu jego zmartwychwstania, zakłamuje sytuację w raporcie. Wezwany na Barrayar zostaje przez Ilyana zwolniony ze służby ze skutkiem natychmiastowym. Pozbawiony wszystkiego co dla niego ważne, Miles popada w depresję i próbuje na nowo znaleźć cel w życiu.